# 茶臼山町
茶臼山町（ちゃうすやまちょう）は、大阪市天王寺区にある町名。丁番を持たない単独町名である。

## 地理
大阪市天王寺区の南西端に位置する。町域の大部分が天王寺公園である。東は悲田院町、堀越町、大道、北は逢阪、浪速区下寺、西は浪速区恵美須東、南西は西成区山王、南東は阿倍野区旭町、阿倍野筋に接する。

## 歴史

### 地名の由来
当地に所在する前方後円墳が、その形状より「茶臼山古墳」と呼称されたことによる。

### 沿革
- 1900年（明治33年） - 大阪市南区天王寺大字天王寺の一部より成立。1925年（大正14年）まで天王寺を冠する。
- 1923年（大正12年） - 天王寺阿倍野筋1 - 2丁目の一部を編入。
- 1965年（昭和40年） - 一部が逢阪上之町、大道1 - 5丁目、堀越町となる。
- 1981年（昭和56年） - 一部が堀越町、悲田院町、逢阪1 - 2丁目となり、玉水町、旭町1丁目、恵美須町1丁目、霞町1丁目、山王町1丁目と阿倍野筋1丁目、逢阪下之町の各一部を編入[5]。

## 世帯数と人口
2019年（平成31年）3月31日現在の世帯数と人口は以下の通りである。
| 町丁     | 世帯数  | 人口  |
| -------- | ------- | ----- |
| 茶臼山町 | 157世帯 | 234人 |

### 人口の変遷
国勢調査による人口の推移。
| 1995年（平成7年）  | 271人 | [ 6 ]  |  |
| 2000年（平成12年） | 492人 | [ 7 ]  |  |
| 2005年（平成17年） | 391人 | [ 8 ]  |  |
| 2010年（平成22年） | 294人 | [ 9 ]  |  |
| 2015年（平成27年） | 280人 | [ 10 ] |  |

### 世帯数の変遷
国勢調査による世帯数の推移。
| 1995年（平成7年）  | 191世帯 | [ 6 ]  |  |
| 2000年（平成12年） | 393世帯 | [ 7 ]  |  |
| 2005年（平成17年） | 309世帯 | [ 8 ]  |  |
| 2010年（平成22年） | 205世帯 | [ 9 ]  |  |
| 2015年（平成27年） | 185世帯 | [ 10 ] |  |

## 事業所
2016年（平成28年）現在の経済センサス調査による事業所数と従業員数は以下の通りである。
| 町丁     | 事業所数 | 従業員数 |
| -------- | -------- | -------- |
| 茶臼山町 | 55事業所 | 555人    |

## 交通

### 鉄道
- Osaka Metro谷町線 - 天王寺駅

### バス
- 大阪シティバス - あべの橋停留所
  - 62号系統 大阪駅前行

### 道路
- 国道25号
- 大阪府道30号大阪和泉泉南線（谷町筋）
- 阪神高速14号松原線 - 天王寺出口

## 施設
- 天王寺公園
  - 慶沢園
  - 大阪市天王寺動物園
  - 大阪市立美術館（国・登録文化財）
- 堀越神社
- 統国寺
- 天王寺茶臼山郵便局
- 大阪法律専門学校天王寺校

## 史跡
- 茶臼山古墳（大阪府指定史跡）
- 旧黒田藩屋敷長屋門（大阪府指定有形文化財）
- 大塚城

## その他

### 日本郵便
- 〒543-0063[3]（集配局：天王寺郵便局[12]）